# Ixora cordata
Ixora cordata är en måreväxtart som beskrevs av Elmer Drew Merrill och Lily May Perry. Ixora cordata ingår i släktet Ixora och familjen måreväxter. Inga underarter finns listade i Catalogue of Life.